# Графство Аргау
Аргау (на немски: Ahrgau, Argau) е средновековно франкско гауграфство по река Ар в днешен северен Рейнланд-Пфалц в Германия и след прекратяването на Одангау, до вратата на Бон (гората Котенфорст приндлежи към Аргау).
В документи Аргау е споменаван с името „Arisco“ (880), „pagus Aroensis“ (882), „Argowe“ (1064) и „Archgouwe“ (1065).
Аргау принадлежи към Рипуария в Долна Лотарингия и към архиепископство Кьолн, което има наречен на него „Ардеканат“ (Decanatus Areuensis).
На юг Аргау граничи с Майенфелдгау, на запад до Айфелгау и Цюлпихгау по река Ар, на север с Бонгау; на изток река Рейн разделя Аргау от Ауелгау.

## Гауграфове в Аргау
- Зигбод, също Зибодо, 930, дарител на манастир Щайнфелд
- Зико, 1064
- Пертолд, също Бертолдус, 1065
- Зико, 1074

Графовете на Аргау се смятат за прародители на графовете на Аре.
Граф Зико (1074) вероятно е баща на граф Дитрих I фон Аре.